# Orthion guatemalense
Orthion guatemalense är en violväxtart som beskrevs av C.L. Lundell. Orthion guatemalense ingår i släktet Orthion och familjen violväxter. Inga underarter finns listade i Catalogue of Life.